# Libero (pallavolo)

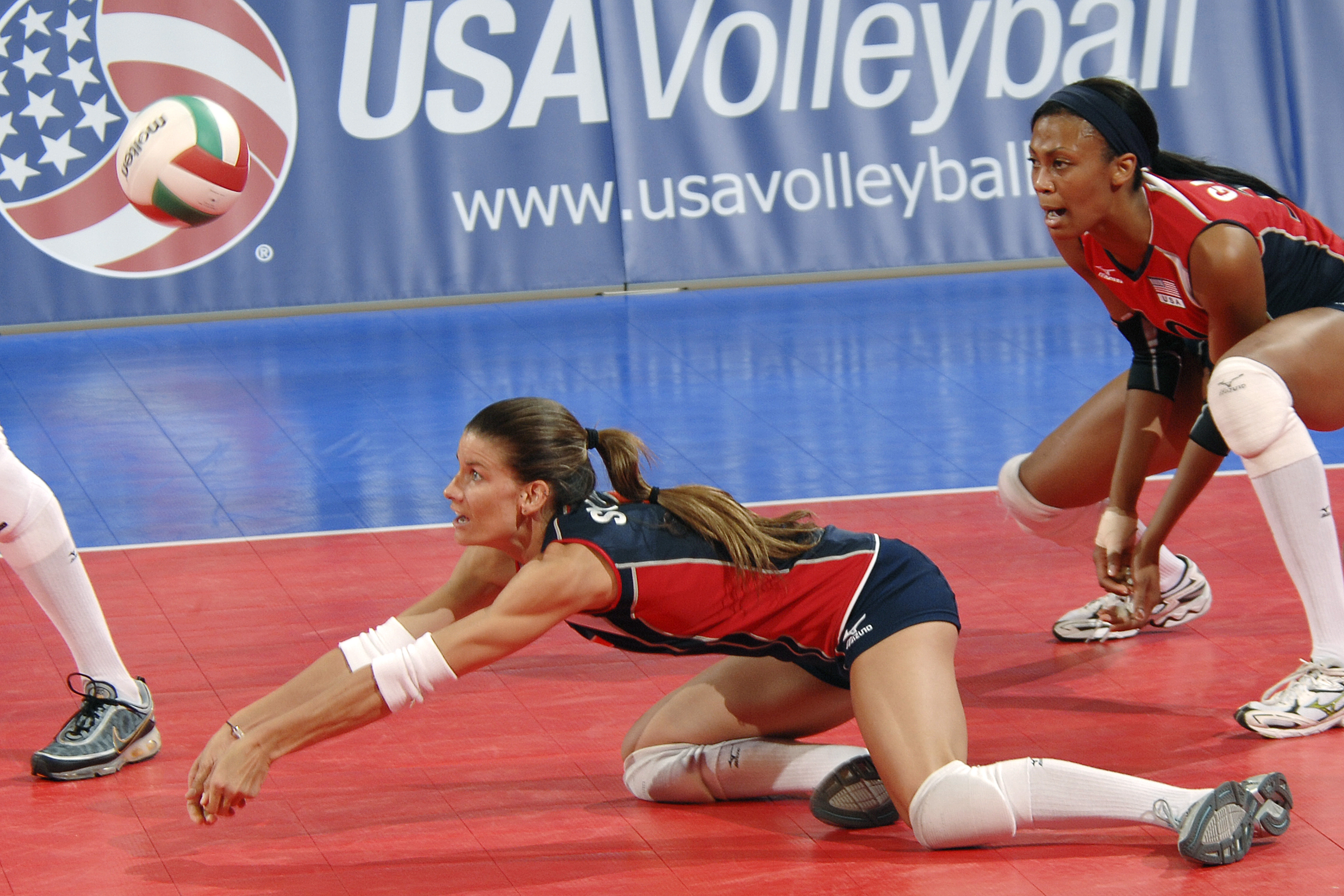
Stacy Sykora, miglior libero al mondiale 2010 e miglior difesa ai Giochi della XXVIII Olimpiade.

Il libero è uno dei ruoli della pallavolo.
È, in ordine cronologico, l'ultimo ruolo introdotto dalla FIVB nel 1998; in Italia la FIPAV l'ha introdotto l'anno successivo. Il termine è invariabile in tutte le altre lingue.
Essendo sottoposto a regole particolari, che lo distinguono dagli altri giocatori, indossa una maglia di colore diverso da quelle dei suoi compagni di squadra, in modo da essere  riconoscibile.
Il libero ha la caratteristica di giocare solo in seconda linea (zone 1, 6 e 5) al posto di uno dei giocatori di seconda linea ed è quindi specializzato nei fondamentali di ricezione e difesa: le limitazioni sul suo gioco di fatto lo escludono dalla possibilità di svolgere tutti gli altri fondamentali. Tra i quali:
- non può andare al servizio;
- non può concludere un'azione d'attacco (da nessuna parte del campo) se colpisce il pallone completamente al di sopra del bordo superiore della rete (o del suo prolungamento orizzontale);
- non può murare né tentare di murare;
- se il libero effettua un palleggio invadendo la zona di attacco (cioè dalla linea dei 3 metri compresa fino alla rete) un altro giocatore non può concludere un'azione d'attacco colpendo il pallone completamente al di sopra del bordo superiore della rete. All'interno della linea dei 3 metri il libero può servire un proprio compagno - affinché schiacci - esclusivamente in bagher.

Le sostituzioni che coinvolgono il libero sono illimitate e devono essere effettuate a gioco fermo prima del fischio di autorizzazione al servizio, senza chiedere l'autorizzazione all'arbitro. La permanenza del libero è subordinata alla rotazione del giocatore titolare di cui prende il posto, dovendo obbligatoriamente fargli posto quando questi riguadagna la prima linea (posto 4). Di solito, nella pallavolo moderna, il libero entra al posto del centrale che è in seconda linea, dopo che quest'ultimo ha completato il suo turno di battuta, ed esce al momento di passare in prima linea per farvi rientrare il centrale, per poi attendere il turno dell'altro centrale. Pertanto tra l'uscita del libero e il suo nuovo ingresso su un altro giocatore deve sempre intercorrere almeno un'azione di gioco.
Quando il palleggiatore si ritrova a difendere un pallone avversario, oppure si trova in difficoltà perché lontano o a terra, solitamente interviene il libero per palleggiare (da dietro la linea dei 3 metri, ovvero fuori dalla zona di attacco), questo per poter avere ben 4 giocatori disponibili per l'attacco.
Dalla stagione agonistica 2007-2008 è possibile iscrivere a referto un secondo Libero, con alcune limitazioni anagrafiche a seconda della tipologia di campionato, che può alternarsi senza limitazione con l'altro omologo, fermo restando le regole sopra descritte, come se i due costituissero una sola entità. Tale utilizzo comporta una serie di casistiche, già presenti riguardo ai casi di infortunio o di rimpiazzo del Libero stesso. Dalla stagione 2013-2014 alle varie eventualità di un rimpiazzo del Libero per infortunio, si è aggiunta quella legata semplicemente a una scelta tecnica dell'allenatore (che determina un Libero "inabile"), opportunità concessa per esaltare il concetto di schierare la migliore formazione a giudizio dell'allenatore stesso, nonché quella di rimpiazzare un Libero a cui venissero comminati provvedimenti disciplinari di espulsione o squalifica.
Le caratteristiche principali di un Libero sono solitamente l'altezza non molto elevata: essere bassi permette infatti una maggiore agilità. Il libero è sicuramente veloce ed è il più dotato della squadra nei fondamentali di ricezione e difesa. Liberi moderni hanno anche ottime qualità di palleggio e alzata in bagher, per sostituirsi al palleggiatore in caso di necessità.